# La France (South Carolina)
La France er en by med godt 26.500 indbyggere i et kommunefrit område i Anderson County, South Carolina i USA. La Frances postkontor blev grundlagt den 12. april 1872.

## Geografi
La France ligger 232 moh. ved U.S. Route 76 og South Carolina Highway 28 16 km. nordvest for byen Anderson. 
34°36′43″N 82°45′55″V / 34.6119°N 82.7653°V